# W. D. Richter
Walter Duch Richter est un scénariste, producteur et réalisateur américain, né le 7 décembre 1945 à New Britain, dans le Connecticut.

## Filmographie

### comme scénariste
- 1973 : Slither
- 1975 : Peeper
- 1976 : Nickelodeon
- 1978 : L'Invasion des profanateurs (Invasion of the Body Snatchers)
- 1979 : Dracula
- 1980 : Brubaker
- 1981 : La Vie en mauve (All Night Long)
- 1982 : Les Jeunes adultes (en) (Hard Feelings)
- 1986 : Les Aventures de Jack Burton dans les griffes du Mandarin (Big Trouble in Little China)
- 1993 : Le Bazaar de l'épouvante (Needful Things)
- 1995 : Week-end en famille (Home for the Holidays)
- 2005 : Furtif (Stealth)

### comme producteur
- 1973 : Slither
- 1984 : Les Aventures de Buckaroo Banzaï à travers la 8e dimension (The Adventures of Buckaroo Banzai Across the 8th Dimension)
- 1991 : Chérie, ne m'attends pas pour dîner (Late for Dinner)

### comme réalisateur
- 1984 : Les Aventures de Buckaroo Banzaï à travers la 8e dimension (The Adventures of Buckaroo Banzai Across the 8th Dimension)
- 1991 : Chérie, ne m'attends pas pour dîner (Late for Dinner)